# 데게르포르스 IF
데게르포르스 IF(Degerfors IF)는 스웨덴에 위치한 데게르포르스를 연고로 하는 축구 클럽이다. 이 팀은 1907년에 창단되었으며, 현재 수페레탄에 참가하고 있다.

## 선수 명단

### 현역
참고: FIFA 자격 규정에 따라 소속된 국가대표팀 국기를 표시합니다. 선수는 복수의 FIFA 비회원국 국적을 가지고 있을 수 있습니다.
| 번호 | 포지션 | 국적   | 이름            |
| ---- | ------ | ------ | --------------- |
| 2    | DF     | 말리   | 마마두바 디아비 |
| 7    | MF     |        | 세바스티안 올슨 |
| 13   | FW     | 이라크 | 파샹 압둘라     |
| 15   | DF     | 가나   | 나시루 모로     |

| 번호 | 포지션 | 국적         | 이름                |
| ---- | ------ | ------------ | ------------------- |
| 17   | MF     | 코트디부아르 | 뤽 카시             |
| 30   | DF     | 포르투갈     | 베르나르도 모르가도 |

## 역대 감독
| 감독            | 임기        |
| --------------- | ----------- |
| 스벤예란 에릭손 | 1977 ~ 1978 |
| 에리크 함렌     | 1994        |

틀:데게르포르스 IF
틀:데게르포르스 IF 감독